# Koupéla

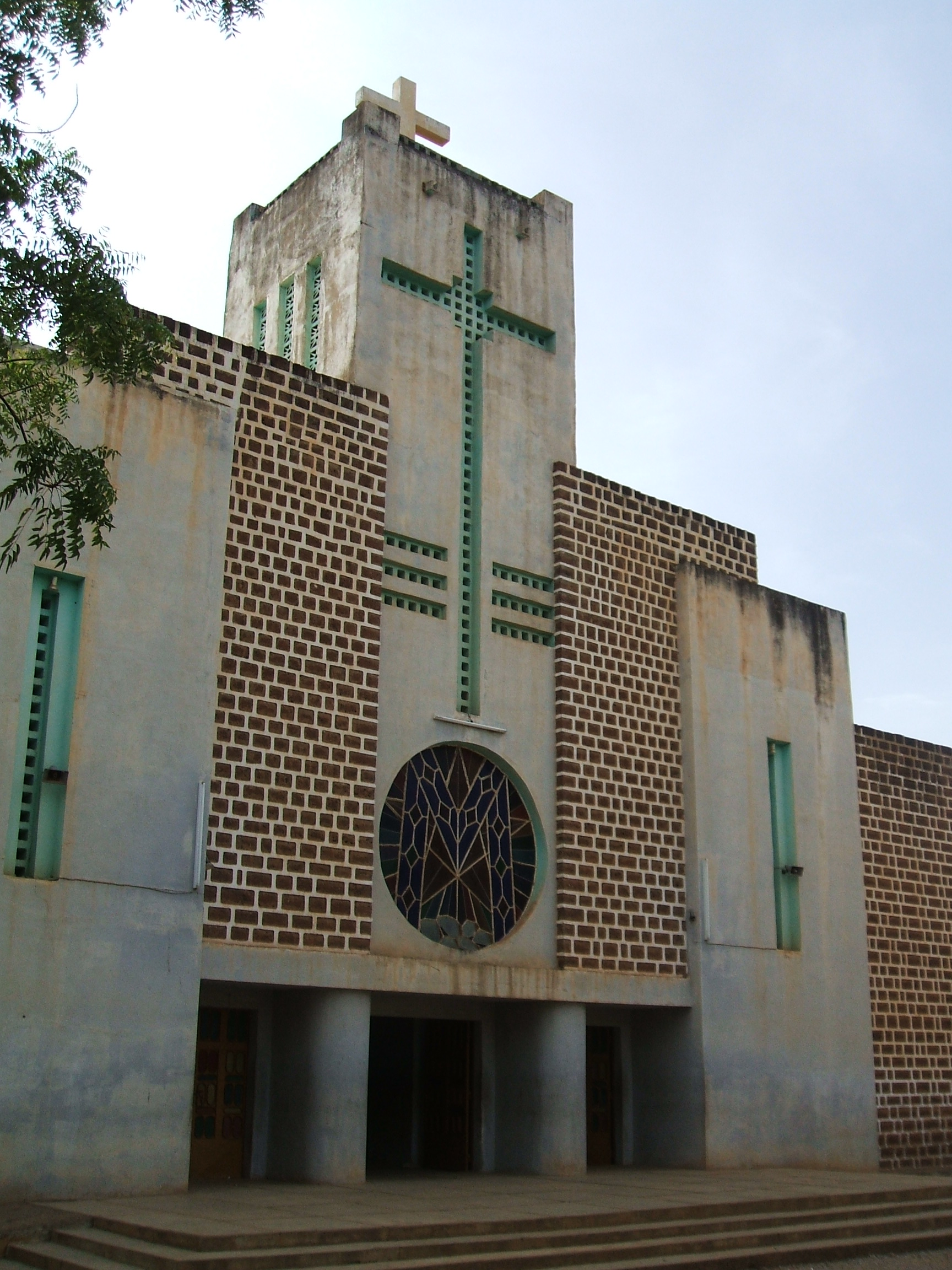
Katedral i Koupéla.

Koupéla är en stad och kommun i Burkina Faso och är administrativ huvudort för provinsen Kouritenga. Staden hade 28 151 invånare vid folkräkningen 2006, med totalt 58 411 invånare i hela kommunen.